# 1437年
| 千纪： | 2千纪 |
| 世纪： | 14世纪 \| 15世纪 \| 16世纪                                                                                 |
| 年代： | 1400年代 \| 1410年代 \| 1420年代 \| 1430年代 \| 1440年代 \| 1450年代 \| 1460年代                           |
| 年份： | 1432年 \| 1433年 \| 1434年 \| 1435年 \| 1436年 \| 1437年 \| 1438年 \| 1439年 \| 1440年 \| 1441年 \| 1442年 |
| 纪年： | 丁巳年（蛇年）；明正统二年；越南紹平四年；日本永享九年                                                     |

## 大事记
- 命兵部尚书王骥、刑部尚书魏源分别前往甘肃、大同一带整肃边备。
- 麓川土司思任法侵占了南甸土司所辖的罗卜思庄278个村（今梁河县芒东镇一带），其后继续扩张，引起麓川之役。
- 陕西平凉六府旱灾，黄河、淮河泛溢成灾，遣官抚辑流民赈灾。
- 葡萄牙試圖從摩洛哥王國手中奪取丹吉爾，但全軍覆沒，軍隊指揮官斐迪南王子被俘，直到1443年去世。
- 12月9日——西吉斯蒙德於前往匈牙利的路上逝世，神聖羅馬帝國盧森堡王朝絕嗣，由其女婿哈布斯堡的阿爾布雷希特二世接任，但兩年而卒未能加冕為神聖羅馬帝國皇帝。

## 逝世
- 12月9日——西吉斯蒙德，卢森堡王朝的神聖羅馬帝國皇帝，查理四世之子，同時是匈牙利和克罗地亚國王和波希米亚国王。
- 二月，李仪死于狱中